# Gare de Saint-Dié-des-Vosges
Gare de Saint-Dié-des-Vosges vasútállomás Franciaországban, Saint-Dié-des-Vosges településen.

## Vasútvonalak
Az állomást az alábbi vasútvonalak érintik:
- Strasbourg–Saint-Dié-vasútvonal
- Arches-Saint-Dié-vasútvonal
- Lunéville-Saint-Dié-vasútvonal

## Kapcsolódó állomások
A vasútállomáshoz az alábbi állomások vannak a legközelebb:
- Gare de Nancy-Ville
- Gare de Raves - Ban-de-Laveline
- Gare de Saales
- Gare de Bruyères
- Gare de Saint-Michel-sur-Meurthe
- Gare de Provenchères-sur-Fave